# Ute Vogt

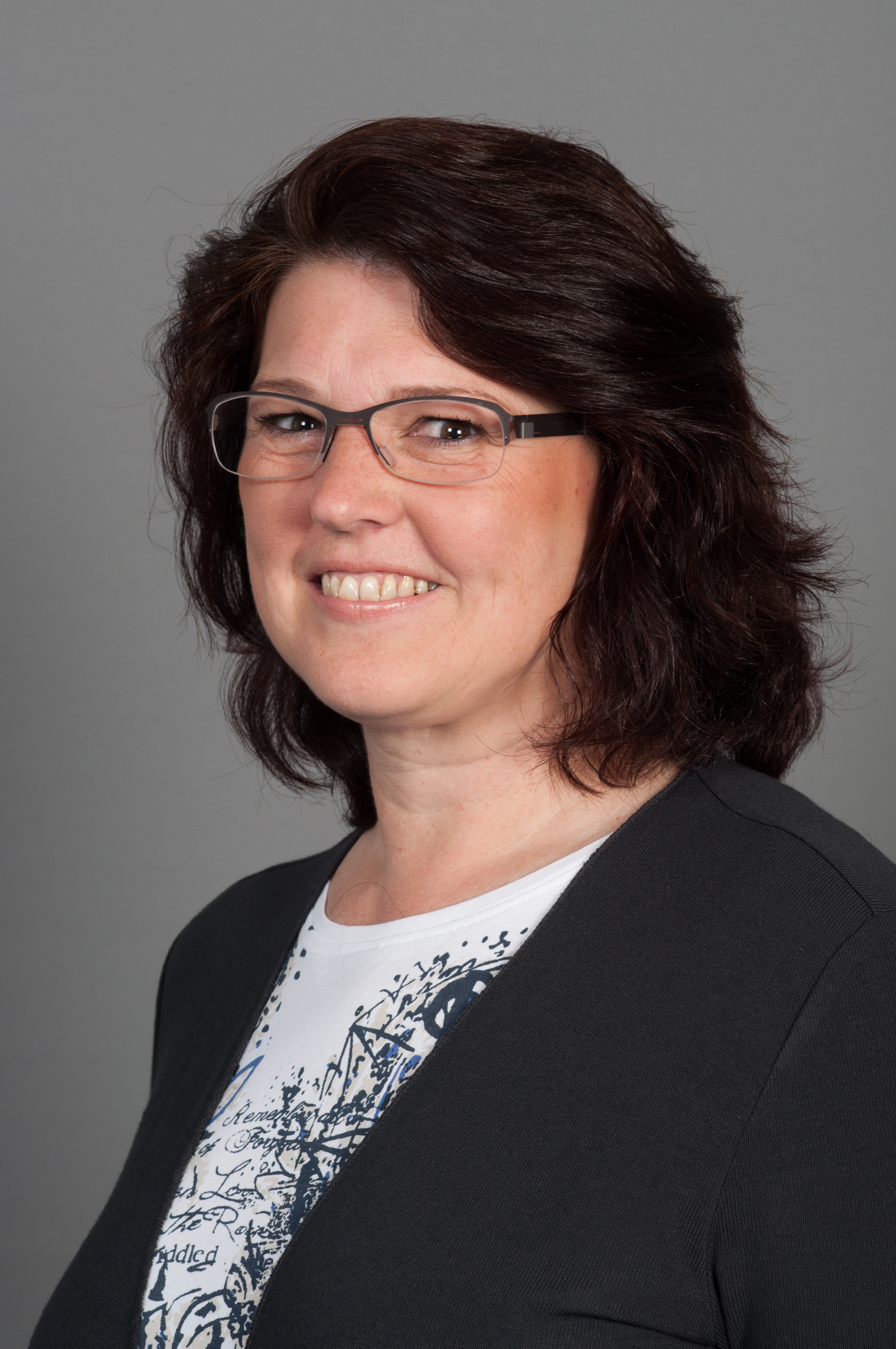
Ute Vogt (2014)

Ute Vogt (* 3. Oktober 1964 in Heidelberg) ist eine deutsche Politikerin (SPD) und Rechtsanwältin. Sie war von 2002 bis 2005 parlamentarische Staatssekretärin beim Bundesinnenminister. Von 1999 bis 2009 war sie Landesvorsitzende der SPD Baden-Württemberg. Von 1994 bis 2005 sowie 2009 bis 2021 war Vogt Mitglied des Deutschen Bundestages und von Dezember 2013 bis November 2017 eine der sieben stellvertretenden Vorsitzenden der SPD-Bundestagsfraktion. Zudem war sie von 2006 bis 2009 Abgeordnete des Landtags von Baden-Württemberg. Vogt ist seit Oktober 2021 Präsidentin der Deutschen Lebens-Rettungs-Gesellschaft.

## Ausbildung und Beruf
Die in Wiesloch aufgewachsene Ute Vogt absolvierte nach dem Abitur an der Johann-Philipp-Bronner-Schule Wiesloch ein Studium der Rechtswissenschaft in Heidelberg, das sie mit beiden juristischen Staatsexamina beendete. Zudem studierte Vogt an der Deutschen Hochschule für Verwaltungswissenschaften Speyer. Seitdem ist sie als Rechtsanwältin tätig.
Vogt lebt in Kronsgaard im Kreis Schleswig-Flensburg.

## Partei
Nachdem sich Vogt schon seit 1983 bei den Jusos engagiert hatte, wurde sie 1984 auch Mitglied der SPD. Von 1991 bis 1994 war sie Sprecherin der Jusos in Baden-Württemberg. Ab 1993 gehörte sie dort dem SPD-Landesvorstand an. Im Jahre 1995 wurde sie zur stellvertretenden Landesvorsitzenden gewählt. Von 1999 bis 2009 war sie SPD-Landesvorsitzende in Baden-Württemberg.
Im Jahre 2001 trat sie bei der Landtagswahl als Spitzenkandidatin der SPD gegen Ministerpräsident Erwin Teufel an.
Seit 2001 ist sie Mitglied im Präsidium der SPD. Von 2003 an war Vogt stellvertretende Bundesvorsitzende der SPD. Für den Bundesparteitag im Oktober 2007 wurde sie nicht mehr für das Amt einer Vize-Vorsitzenden nominiert. Auf dem Bundesparteitag am 26. Oktober 2007 in Hamburg wurde sie als Mitglied des Parteivorstands im ersten Wahlgang mit 345 Stimmen gewählt.
Sie war erneut Spitzenkandidatin der SPD für die Landtagswahl in Baden-Württemberg am 26. März 2006.
Vogt übernahm nach der Landtagswahl den Vorsitz ihrer Fraktion und damit das Amt der Oppositionsführerin im Landtag. 
Zum Anfang des Jahres 2008 erklärte sie ihren Rücktritt vom Fraktionsvorsitz.
Als Reaktion auf das schlechte Ergebnis der Südwest-SPD bei der Bundestagswahl 2009 sowie ihr eigenes Abschneiden im Bundestagswahlkreis Stuttgart I kündigte sie am 30. September 2009 an, nicht mehr für den Landesvorsitz der SPD zu kandidieren.

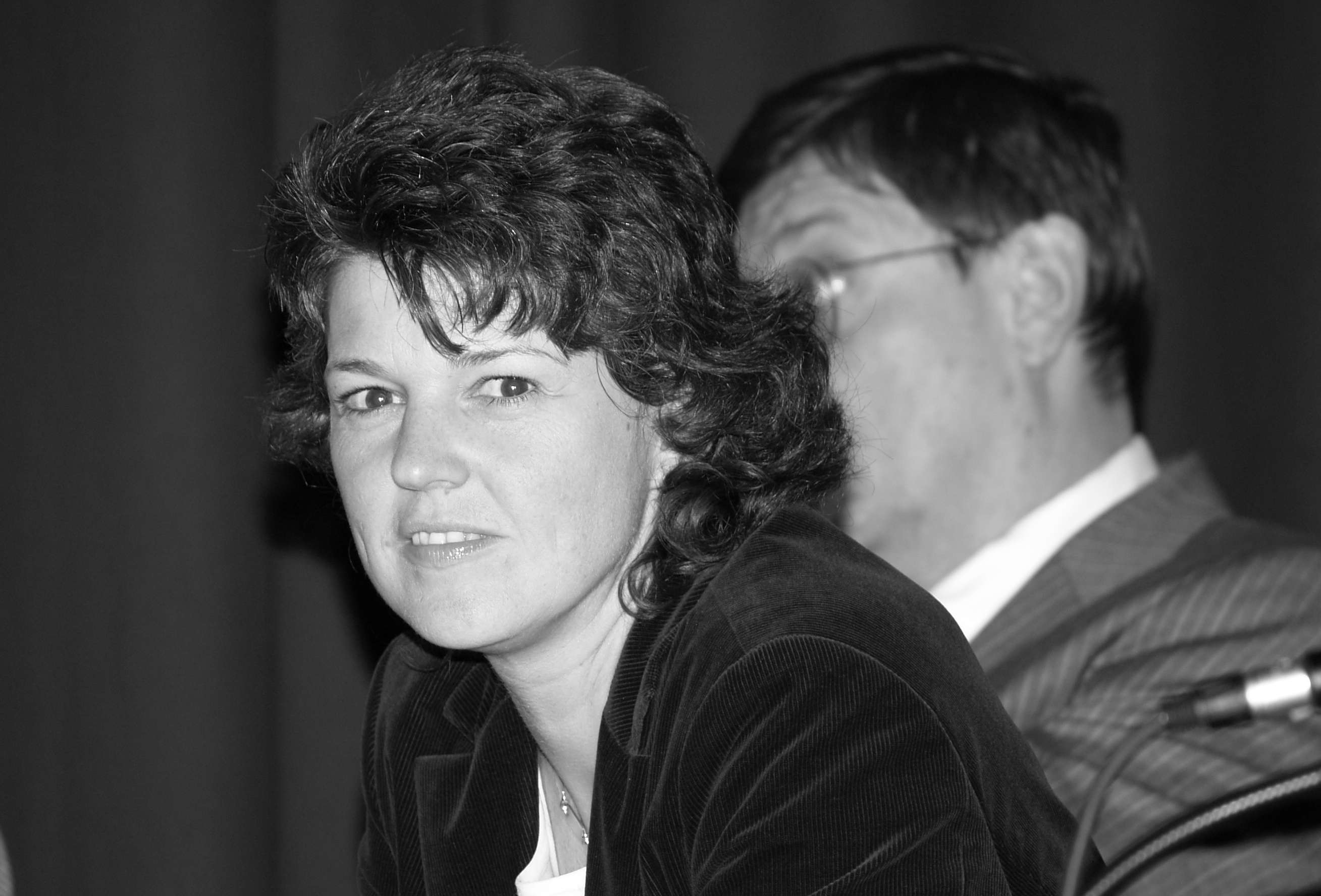
Ute Vogt auf der SPD-Basiskonferenz am 10. Oktober 2006 in Schorndorf

## Öffentliche Ämter
Von 1989 bis 1994 war Vogt Stadträtin in Wiesloch. Von 1994 bis 2005 war sie Mitglied des Deutschen Bundestages. Hier war sie von 2000 bis 2002 Vorsitzende des Innenausschusses. Ute Vogt ist 1998 als direkt gewählte Abgeordnete des Wahlkreises Pforzheim und sonst stets über die Landesliste Baden-Württemberg in den Deutschen Bundestag eingezogen. Nach der Bundestagswahl 2002 wurde sie am 22. Oktober 2002 als parlamentarische Staatssekretärin beim Bundesminister des Innern in die von Bundeskanzler Gerhard Schröder geführte Bundesregierung (Kabinett Schröder II) berufen. Am 22. November 2005 schied sie aus dem Amt.
2006 bis 2009 war Vogt Mitglied des Landtages von Baden-Württemberg. Bei der Landtagswahl 2006 zog sie über ein Zweitmandat in den Landtag ein. Trotz innerparteilicher Kritik aufgrund des landesweit schlechten SPD-Wahlergebnisses wurde sie am 29. März 2006 mit 24 zu 14 Stimmen zur Vorsitzenden der SPD-Landtagsfraktion gewählt und löste damit Wolfgang Drexler ab. Am 9. Oktober 2007 gab sie bekannt, für diese Position bei den Neuwahlen zum Fraktionsvorstand im Januar 2008 nicht mehr zur Verfügung zu stehen. Vogt legte ihr Landtagsmandat am 30. September 2009 nach ihrer erneuten Wahl über die Landesliste in den Bundestag nieder. 
Von 2010 bis 2013 war sie Obfrau (Sprecherin) der SPD-Bundestagsfraktion im 1. Untersuchungsausschuss (Gorleben).
Im 18. Bundestag war Vogt ordentliches Mitglied im Gemeinsamen Ausschuss sowie ordentliches Mitglied der Kommission Lagerung hoch radioaktiver Abfallstoffe (Endlagerkommission) gemäß § 3 Standortauswahlgesetz. Zudem war sie stellvertretendes Mitglied im Ausschuss für Ernährung und Landwirtschaft, im Ausschuss für Umwelt, Naturschutz, Bau und Reaktorsicherheit, im Ausschuss für Recht und Verbraucherschutz sowie im Vermittlungsausschuss. Seit dem 19. Dezember 2013 bis zum Ende der Legislaturperiode war sie stellvertretende Vorsitzende der SPD-Bundestagsfraktion und in dieser Funktion zuständig für die Bereiche Umwelt, Naturschutz und Reaktorsicherheit sowie Ernährung und Landwirtschaft.
Bei der Wahl im Jahr 2017 zog sie – wieder über die Landesliste Baden-Württemberg – auch in den 19. Bundestag ein. Sie war ordentliches Mitglied im Ausschuss für Inneres und Heimat, sowie stellvertretendes Mitglied im Gemeinsamen Ausschuss, im Ausschuss für Recht und Verbraucherschutz sowie im Ausschuss für wirtschaftliche Zusammenarbeit und Entwicklung. Außerdem war sie stellvertretendes Mitglied der Parlamentarischen Versammlung des Europarates. Im Oktober 2019 wurde sie als Nachfolgerin von Burkhard Lischka zur innenpolitischen Sprecherin der SPD-Fraktion gewählt.
Bei der Wahl zum 20. Deutschen Bundestag 2021 kandidierte sie nicht erneut.

## Gesellschaftliches Engagement und Mitgliedschaften
Ute Vogt ist seit dem 23. Oktober 2021 Präsidentin der DLRG. Sie ist zudem stellvertretende Vorsitzende des Stiftungsvorstandes der Rotkreuz Stiftung Stuttgart, stellvertretende Vorsitzende des Vorstands der Hilfsorganisation Help – Hilfe zur Selbsthilfe, Mitglied des Kuratoriums der Stiftung Energie & Klimaschutz Baden-Württemberg, Schirmherrin des Vereins MEHRSi und von Blick nach Rechts, Ehrenpräsidentin der THW-Jugend (Baden-Württemberg) sowie Vorstandsmitglied der Deutschen Umweltstiftung. Daneben ist sie Mitglied weiterer Vereine und Initiativen. Ute Vogt ist katholisch.

## Auszeichnungen
- 2021: Verdienstorden des Landes Baden-Württemberg[43]

## Veröffentlichungen
- Eva Rühmkorf, Ute Vogt: „Wir sind die Besseren.“ Starke Frauen und Politik. Deutsche Verlags-Anstalt, Stuttgart u. a. 2002, ISBN 3-421-05606-4.
- Ute Vogt: Nichts genaues weiß man nicht – Politikberatung aus den Erfahrungen der Praxis. in: Steffen Dagger, Christoph Greiner, Kirsten Leinert, Nadine Meliß, Anne Menzel (Hrsg.): Politikberatung in Deutschland. Praxis und Perspektiven. VS, Verlag für Sozialwissenschaften, Wiesbaden 2004, ISBN 3-531-14464-2, S. 30–36.
- Stephan Braun, Ute Vogt (Hrsg.): Die Wochenzeitung „Junge Freiheit“. Kritische Analysen zu Programmatik, Inhalten, Autoren und Kunden. VS, Verlag für Sozialwissenschaften, Wiesbaden 2007, ISBN 978-3-531-15421-3 (Rezensionen: Kampf ums Image. In: taz, vom 11. August 2007; Ideologie aus dem Nichts. In: Jungle World, vom 23. August 2007).